# Сарнари, Хуан Карлос
Хуан Карлос Сарнари (исп. Juan Carlos Sarnari; 22 января 1942, Санта-Фе — 21 апреля 2023, Богота) — аргентинский футболист, выступавший на позиции полузащитника.

## Клубная карьера
Хуан Карлос Сарнари начинал свою футбольную карьеру в клубе «Ривер Плейт» в 1959 году. В 1963 году он выступал за команду «Уракан», вернувшись в «Ривер Плейт» в следующем году. Кроме аргентинских клубов, Сарнари также представлял чилийские клубы «Универсидад Католика» и «Универсидад де Чили», колумбийские команды «Индепендьенте Медельин» и «Санта-Фе».
Забив в различных розыгрышах Кубка Либертадорес 29 мячей, Сарнари одним из лучших бомбардиров турнира за всю его историю.
Умер в Боготе, Колумбия, 21 апреля 2023 года в возрасте 81 года.

## Международная карьера
Хуан Карлос Сарнари попал в состав сборной Аргентины на Чемпионат мира 1966 года. Однако из 4-х матчей Аргентины на турнире Сарнари не появлялся ни в одном из них.

## Достижения

### Клубные
Санта-Фе
- Чемпион Колумбии: 1975